# عبد الفتاح الجريني
عبد الفتاح الجريني (من مواليد 10 يناير 1985 بمدينة مراكش) هو مغني مغربي.

## بداياته الفنية
ترعرع بمدينة الدار البيضاء حيث درس الموسيقى بالمعهد الموسيقي. وهو خريج برنامج ألبوم أو نجوم العرب على قناة mbc سنة 2007 عن فئة شمال أفريقيا. صدر له في سوق الكاسيت ألبومان.
في عام 2011 حصل على جائزة أفضل مطرب عربي شاب عن مسابقة جوائز الشرق الأوسط للموسيقى «الميما»(بالإنجليزية: Middle East Music Awards)‏ ، بعد منافسة بينه وبين أربعة فنانين آخرين تم ترشيحهم لنيل الجائزة، كما رشح في نفس السنة عن جائزة أفضل فنان في الشرق الأوسط خلال حفل توزيع جوائز إم تي في للموسيقى الأوروبية 2011 بجمهورية أيرلندا ليكون الفنان العربي الوحيد المرشح عن الجائزة.
اشتهر عبد الفتاح الجريني باغنية جبرفان الهندية لملك بوليوود شاه روخ خان بعد أن ترجمها إلى اللهجة العامية المغربية والتي حققت نجاحا ساحقا بلغت أكثر من 87 مليون مشاهدة على موقع يوتيوب، ليعيد الجريني التجربة ويطلق أغنية ظالمة الهندية باللهجة العامية المغربية رفقة المغنية المغربية جميلة البداوي المقتبسة من فيلم ريس للنجم العالمي شاه روخ خان والتي تحقق نجاحا كبيراً،.

## ألبوماته

### عايش حياته
- ابقى افتكرني
- بحب اشوفك
- بنت اللذين
- تيجي على باله
- زي ما تحب
- طفلة
- عايش حياته
- كم يوم
- لو اعرف
- مخاصمني
- مخاصمني - ريمكس
- هتجنني

### يا خسارتك في الليالي
- أبو خد عنابي
- اشوف فيك يوم
- الزين لعطاك الله
- أوقات
- بفكر اصاحبك
- دايما تنساني
- وحياة عينيك
- وفر كلامك
- ولا ايه ولا ليه
- يا خسارتك في الليالي

## وصلات خارجية
- عبد الفتاح الجريني على موقع قاعدة بيانات الأفلام العربية
- عبد الفتاح الجريني على موقع ميوزك برينز (الإنجليزية)